# جسر 26 ميكلان

تعديل مصدري - تعديل

جسر26 ميكلان هي إحدى قرى عزلة جعار بمديرية خنفر التابعة لمحافظة أبين، بلغ تعداد سكانها 24 نسمة حسب تعداد اليمن لعام 2004.